# Musée d'archéologie de Catalogne (Barcelone)
Le Musée d'archéologie de Catalogne à Barcelone est un musée national situé dans l'ancien Pavillon des arts graphiques de l'exposition universelle de 1929, dans le parc de Montjuïc, à Barcelone en Espagne. Il comprend de nombreux objets et documents archéologiques couvrant une période allant de la préhistoire au Moyen Âge, avec un accent particulier concernant l'Antiquité.

## Histoire
Le bâtiment abritant le musée est construit pour l'exposition universelle de Barcelone en 1929 sous la dénomination du pavillon des Arts graphiques. En 1932, le gouvernement en place décide de réutiliser l'édifice pour le transformer en musée. De 1932 à 1935, le bâtiment est transformé par l'architecte Josep Gudiol.
Le musée ouvre ses portes en 1935 et récupère en ses murs les collections de l'ancien musée Sainte Agathe, du musée de la Citadelle ainsi que diverses collections privées.
Après 1936, la direction du musée est transférée au Conseil de Barcelone puis en 1995 au gouvernement de Catalogne, devenant ainsi partie intégrante du Musée d'archéologie de Catalogne
Le musée est déclaré bien d'intérêt culturel en Espagne en 1962.

## Le musée
L'exposition permanente s'étale sur plus de 4 000 mètres carrés et montre, au travers de textes et de ressources audiovisuelles des images et scènes de la culture de la Catalogne, de la péninsule Ibérique et du bassin méditerranéen.
La préhistoire, dont l'âge du Bronze et la protohistoire en passant par les cultures ibère, grecque et phénicienne, et l'antiquité, au travers de l'empire romain, sont parmi les endroits les plus en vue du musée.
Il contient plusieurs pièces remarquables : la statue du dieu Asclépios, des matériaux lithiques du Paléolithique, une mâchoire de Neandertal de 53 000 ans, le trésor ibère de Tivissa, etc.
Des expositions temporaires sont également organisées au musée telles que : Ötzi. La momia del hielo (Ötzi. momie de glace), Rostros de Roma (Visages de Rome) ...
En 2011, le musée a accueilli plus de 30 000 visiteurs.

### Réseau muséal et institutionnel

#### Réseau "Iron Age Europe"
Le Musée d'archéologie de Catalogne, à Barcelone, est rattaché au réseau "Iron Age Europe". Ce-dernier, créé en 2011 à l'initiative du Musée et Parc archéologique du Laténium, en Suisse, est un partenariat international entre les institutions destinées à la recherche, à la préservation et à la valorisation de sites archéologiques comme de collections emblématiques de l’Europe de l’âge du Fer.
Outre Barcelone, ce réseau regroupe à ce jour les sites et les musées archéologiques suivant :
- Bibracte (Bourgogne, France)
- Ensérune (Béziers, France)
- Lattes (Montpellier, France)
- Munich (Bavière, Allemagne)
- Manching (Bavière, Allemagne)
- Francfort (Hesse, Allemagne)
- Lausanne (Vaud, Suisse)
- Laténium (Neuchâtel, Suisse)
- Ullastret (Catalogne, Espagne)